# Oleksiivka, Bârzula
Oleksiivka (în ucraineană Олексіівка, în română Alexeevka) este un sat în comuna Codâma din raionul Bârzula, regiunea Odesa, Ucraina.

## Demografie
Componența lingvistică a comunei Oleksiivka
     Ucraineană (95,59%)
     Rusă (1,95%)
     Română (1,84%)
     Alte limbi (0,1%)
Conform recensământului din 2001, majoritatea populației comunei Oleksiivka era vorbitoare de ucraineană (95,59%), existând în minoritate și vorbitori de rusă (1,95%) și română (1,84%).